# Kanonenkugelbaum
Der Kanonenkugelbaum (Couroupita guianensis) ist eine Baumart aus der Familie der Topffruchtbaumgewächse (Lecythidaceae). Er gehört zu der nur drei Arten umfassenden Gattung Couroupita.

## Beschreibung

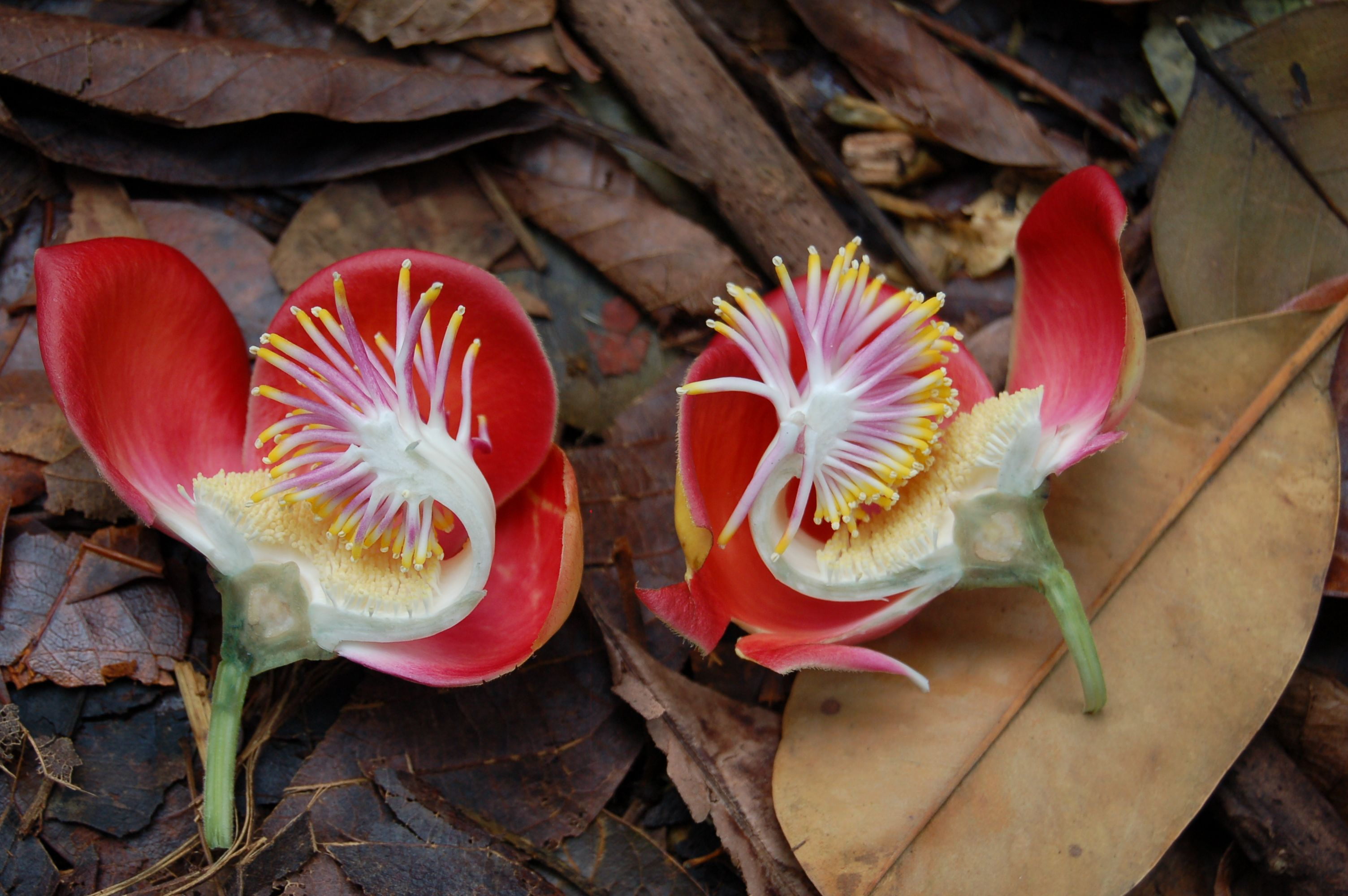
Halbierte Blüte von Couroupita guianensis

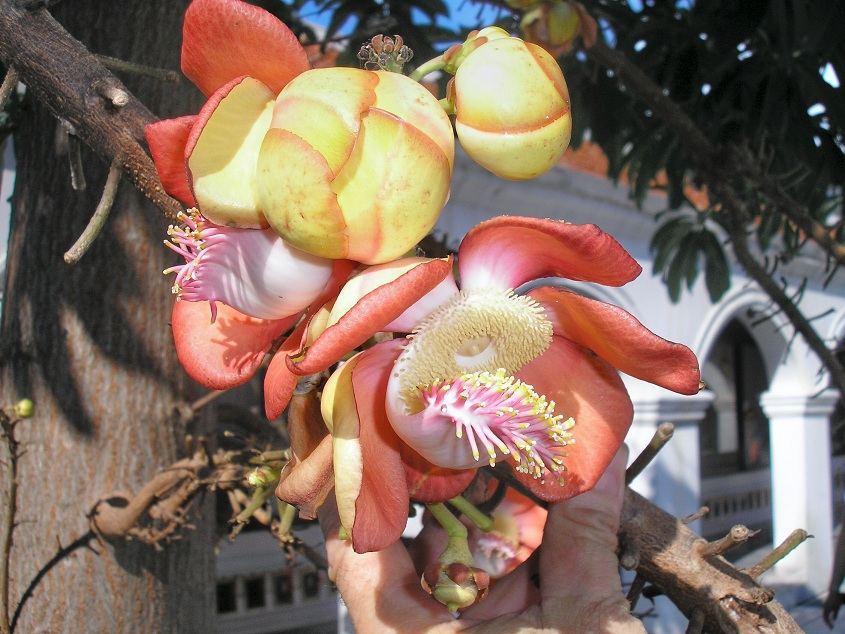
Blüten eines Kanonenkugelbaums

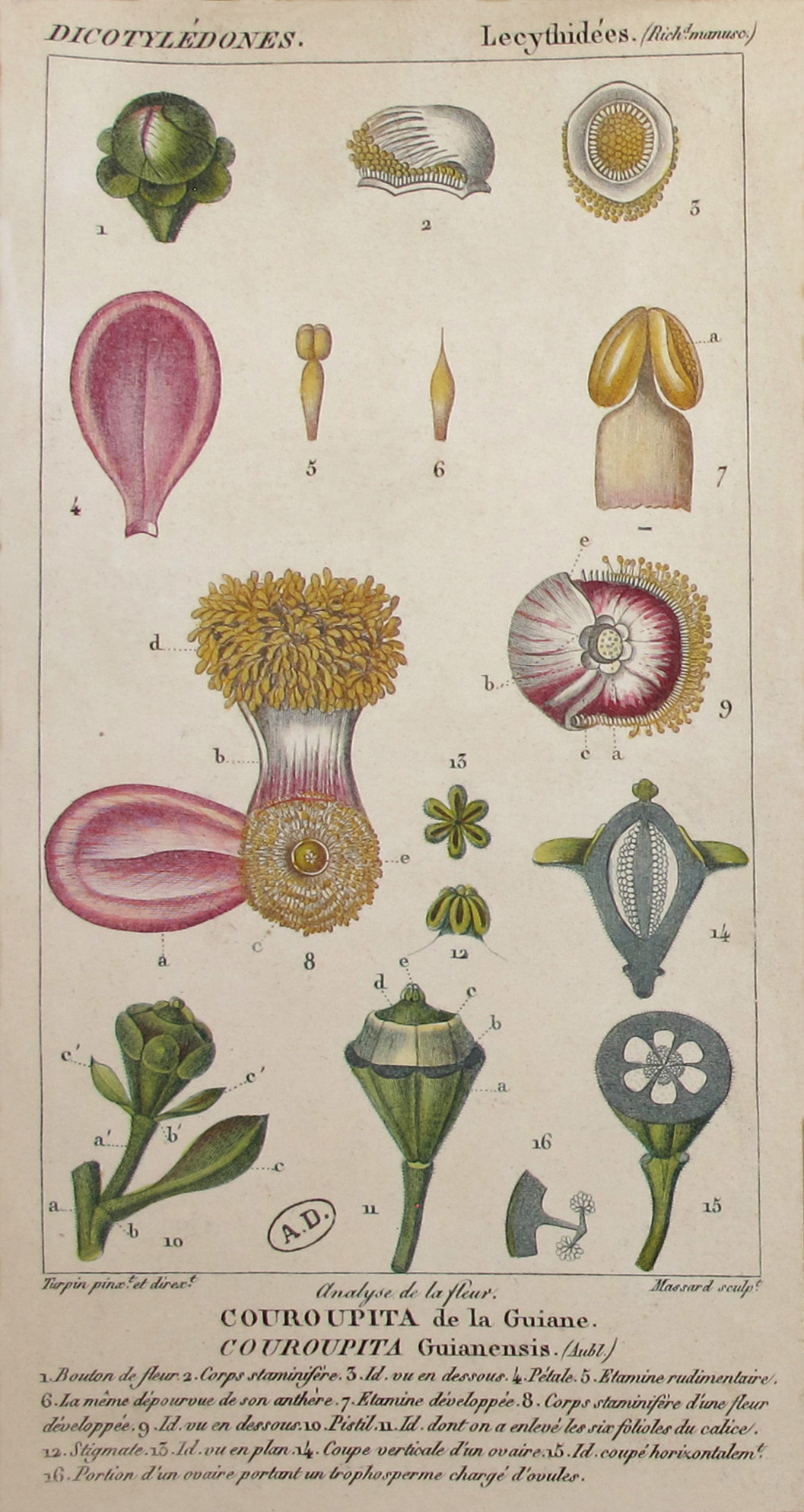
Illustration einer Blüte

### Vegetative Merkmale

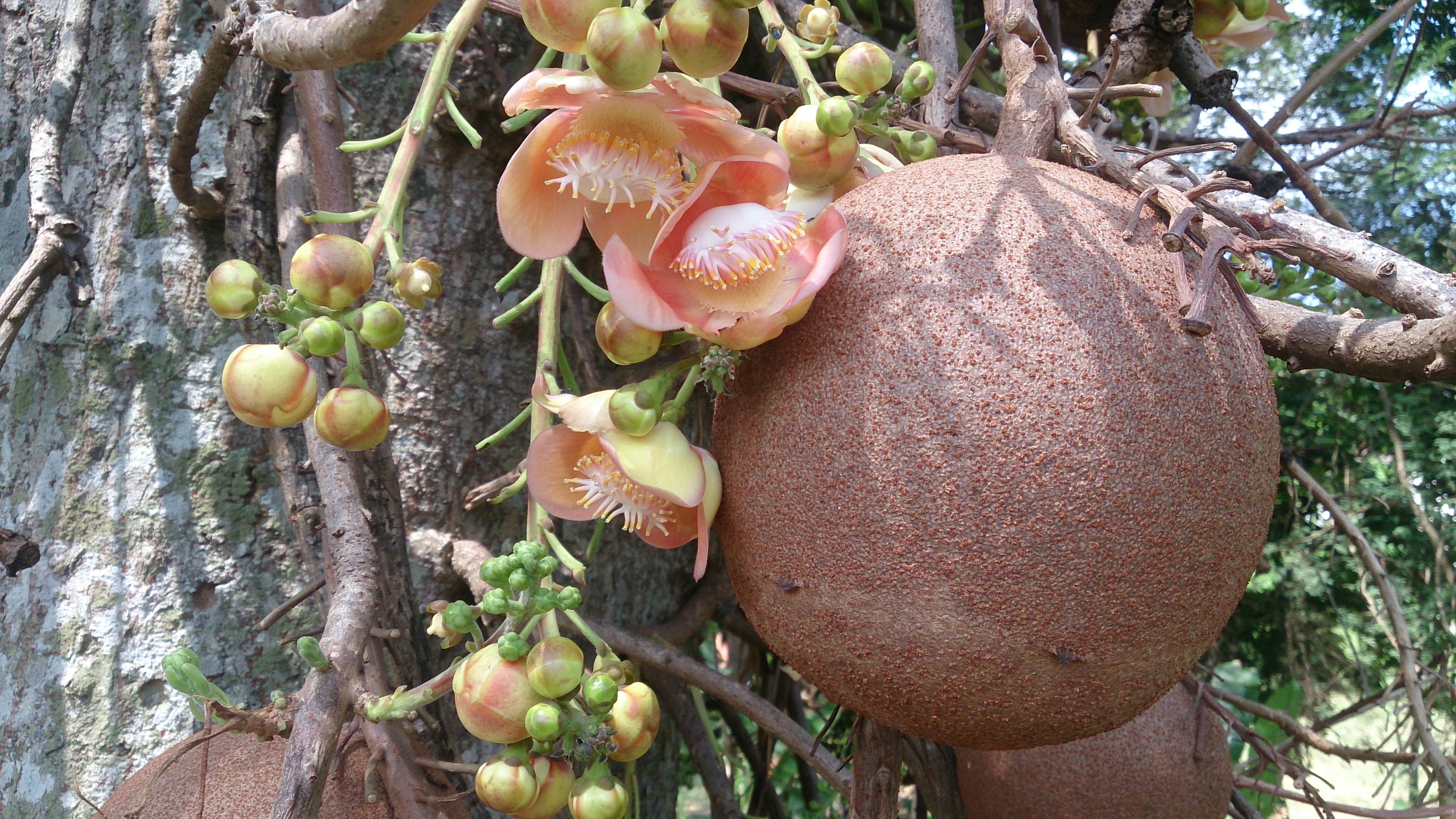
Frucht und Blüten von Couroupita guianensis

Der meist halbimmergrüne Kanonenkugelbaum erreicht eine Wuchshöhe von bis zu 30–35 Metern. Die Borke ist braun-gräulich und relativ glatt und etwas texturiert bis leicht rissig bis schuppig.
Gedrängt an den Zweigenden sitzen die verkehrt-eiförmigen bis -eilanzettlichen, einfachen und wechselständigen, ganzrandigen Laubblätter. Sie werden 8 bis 30, selten bis 60 Zentimeter lang und 3 bis 10 Zentimeter breit. Die Blattoberseite ist kahl, auf der Unterseite sind die Blattadern und insbesondere die Achseln der Blattadern behaart. Am Grund läuft das ledrige Blatt spitz bis keilförmig in den 0,5 bis 3 Zentimeter langen, kurzen Blattstiel, das vordere Ende ist spitz oder bespitzt bis rundspitzig oder abgerundet.   Die Nervatur ist gefiedert und unterseits erhaben. Die Blätter werden bis zu vier Mal im Jahr komplett abgeworfen und innerhalb einer Woche durch neu ausgetriebene ersetzt.

### Generative Merkmale
Der Blütenstand entspringt kauliflor am Stamm oder an älteren Ästen ramiflor. Er ist zumeist unverzweigt und traubig, wächst aber über einen langen Zeitraum, verzweigt sich dann und wann rispig, und kann nach mehreren Jahren einige Meter lang werden. Dabei bilden sich an der Spitze immer neue Blüten, selten bilden sich an der Blütenstandsachse auch Blätter.
Die einzelne, angenehm duftende und zwittrige Blüte sitzt an einem 1,2 bis 6 Zentimeter langen Blütenstiel und misst 5 bis 6 Zentimeter im Durchmesser. Der Blütenstiel hat ein „Gelenk“ am oberen Ende. Bei den Blüten sind kleine Trag- und Vorblätter vorhanden. Die sechs kleinen, dreieckigen und gelblichen Kelchblätter sind bis auf einen Zipfel miteinander verwachsen. Die sechs großen, verkehrt-eiförmigen Kronblätter sind auf der Außenseite rot-gelblich, innen rot- bis orange-rosa, teils etwas weißlich an der Basis. Etwa 600 bis 700 Staubblätter sind mit der Basis ihrer Staubfäden zu einem breiten Ring verwachsen. Der Ring setzt sich auf einer Seite zungen- und haubenförmig fort. In der Biegung dieser außen weißen bis leicht rosafarbenen Haube befinden sich keine Staubblätter, erst weiter vorne wieder. Diese Staubblätter auf dem Fortsatz sind zu drei bis sechs in Gruppen miteinander verwachsen, es kommen hier oft sterile Staminodien vor. Der Pollen der Ring- und Haubenstaubblätter ist unterschiedlich ausgebildet. Der halboberständige, mehrkammerige Fruchtknoten, mit einem kurzen Griffel, ist von einem becherförmigen Blütenbecher umgeben und oberseits von dem Staubblattring. Die Blüten führen keinen Nektar.
Als Blütenbesucher wurden meist verschiedene Bienen beobachtet, etwa aus den Gattungen Apis, Bombus, Trigona und Xylocopa. Auch Wespen und einzelne Fliegen wurden beobachtet. Die Blüten werden auch von Fledermäusen bestäubt.
Aus bestäubten Blüten entwickeln sich große, rotbräunliche bis gräuliche, kugelförmige und vielsamige, schwere Früchte mit einem Durchmesser von 12 bis 24 Zentimeter. Im vorderen Drittel der Frucht sind Reste des oberen Fruchtknotenteils zu sehen. Die Früchte besitzen eine verholzte, warzige bis schorfige Schale und fallen geschlossen vom Baum. Sie enthalten 80 bis 300 ovale und behaarte Samen, die in einer faserigen, weichen und rötlich-braunen, an der Luft bläulich-grün werdenden, Pulpe eingebettet sind.
Die Chromosomenzahl beträgt 2n = 36.

## Verbreitung
Die Art ist im nördlichen Südamerika beheimatet. Im Norden reicht das Areal nach Panama und Costa Rica (dort eventuell nur angepflanzt), im Südwesten entlang des Osthangs der Anden bis Ecuador, im Südosten etwa bis zur Amazonasmündung in Brasilien. Durch die weite Verbreitung als Ziergehölz ist das natürliche Areal nicht mit Sicherheit zu bestimmen. Die Art ist auch in Asien (Vietnam, Bangkok) anzutreffen.

## Verwendung
Die Früchte können gegessen werden, sind aber wegen des fauligen Geruchs stark gewöhnungsbedürftig.
Das weiche und leichte Holz ist nicht besonders wertig.